# Grande Polônia (voivodia)
Voivodia da Grande Polônia - uma voivodia criada em 1999 no centro-oeste da Polônia, na Região dos Lagos da Grande Polônia e na Planície do Sudoeste, na bacia do médio Varta; é dividida em 4 cidades com direitos de condado, 31 condados e 226 comunas, habitadas por cerca de 3,48 milhões de pessoas (30 de junho de 2024); a sede das autoridades do autogoverno do voivoda e da voivodia é Poznań.
A voivodia da Grande Polônia ocupa o segundo lugar no país em termos de área e o terceiro em termos de população.
A voivodia inclui a aglomeração de Kalisz-Ostrów e a aglomeração de Poznań, bem como o Distrito Industrial de Kalisz, a bacia de linhito de Konin e o Distrito Industrial de Poznań.

## História

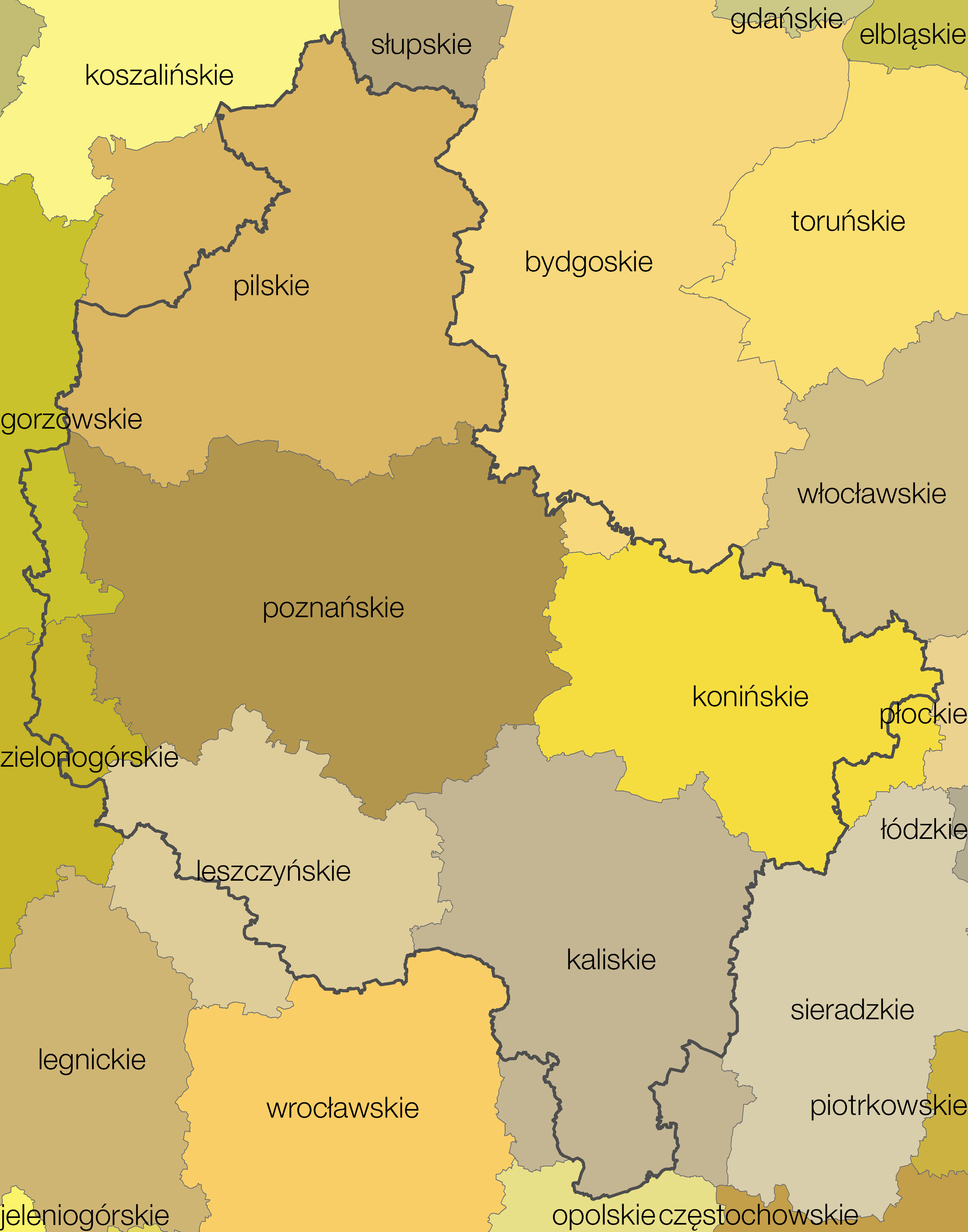
Voivodias de 1975-1998 com a fronteira da atual voivodia da Grande Polônia

A voivodia da Grande Polônia foi criada em 1 de janeiro de 1999 a partir das voivodias da divisão administrativa anterior:
- Poznań (na íntegra)
- Konin (exceto as comunas de Uniejów, Grabów e Świnice Warckie)
- Piła (exceto as comunas do condado de Wałcz)
- Leszno (exceto as comunas dos condados de Góra e Wschowa)
- Kalisz (exceto as comunas dos condados de Wieruszów e as comunas de Dziadowa Kłoda, Międzybórz e Syców)
- Zielona Góra (apenas as comunas de Wolsztyn, Siedlec e Zbąszyń)
- Gorzów (apenas as comunas de Międzychód e Miedzichowo)
- Bydgoszcz (apenas a comuna de Trzemeszno).

## Geografia

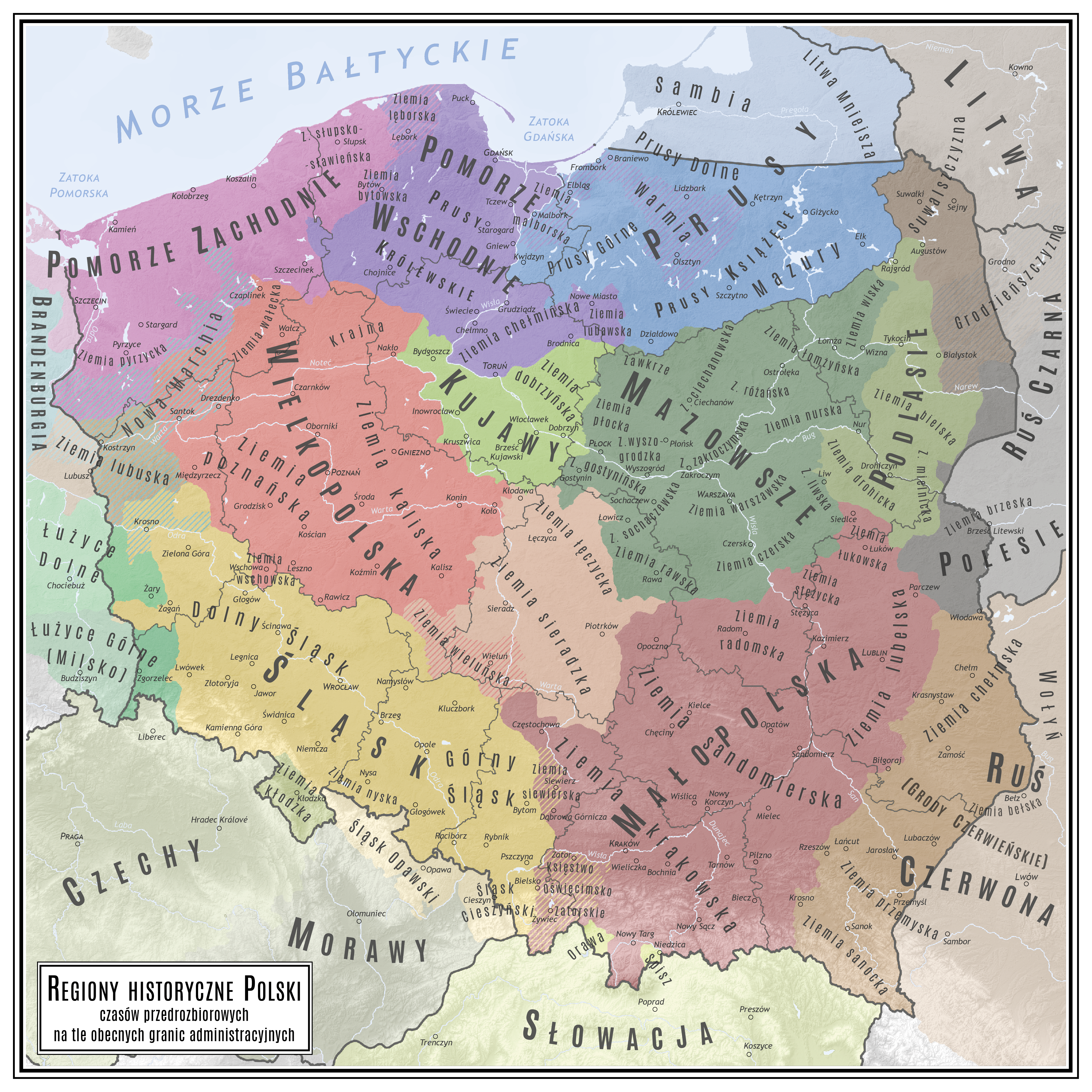
Regiões históricas na voivodia da Grande Polônia e na Polônia, tendo como pano de fundo as fronteiras administrativas contemporâneas

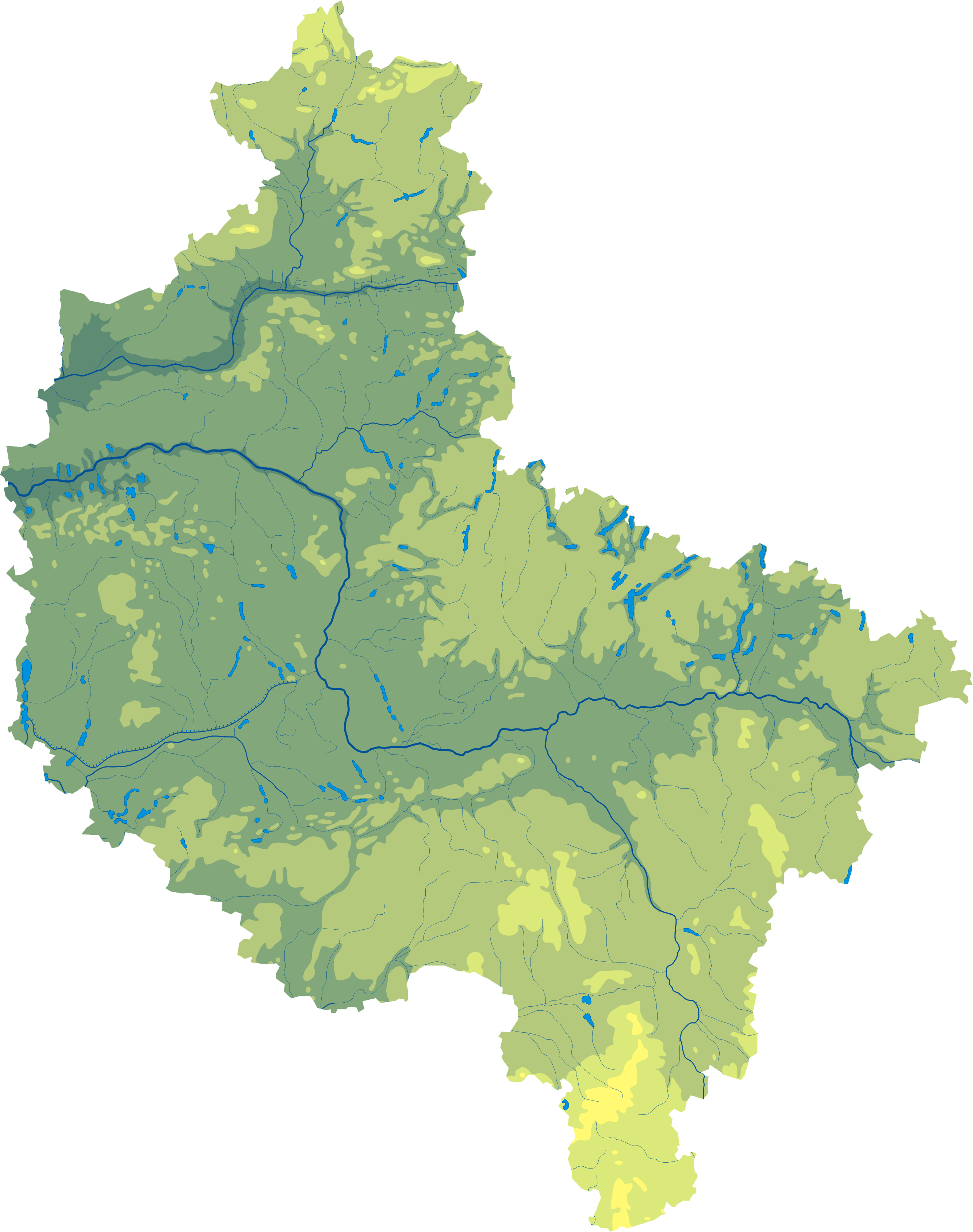
Mapa físico da voivodia

Segundo dados de 1 de janeiro de 2014, a área da voivodia era de 29 826,50 km², o que corresponde a 9,5% da área da Polônia. A Grande Polônia é a segunda maior voivodia da Polônia (depois da voivodia da Mazóvia).

### Localização administrativa
A voivodia está localizada no centro-oeste da Polônia e faz fronteira com as seguintes voivodias:
- Baixa Silésia, em uma extensão de 223,58 km no sul
- Cujávia-Pomerânia, em uma extensão de 404,09 km no nordeste
- Lubúsquia, em uma extensão de 285,77 km no oeste
- Łódź, em uma extensão de 282,46 km no leste
- Opole, em uma extensão de 48,28 km no sul
- Pomerânia, em uma extensão de 63,37 km no norte
- Pomerânia Ocidental, em uma extensão de 196,31 km no norte

### Localização histórica
A voivodia da Grande Polônia não pode ser inequivocamente identificada com a histórica Grande Polônia, pois atualmente não inclui, entre outros:
- Kargowa, Babimost, Zbąszynek, Międzyrzecz, Drezdenko e Skwierzyna (voivodia da Lubúsquia)
- Terra de Santocka (voivodia da Lubúsquia)
- Terra de Wschowa (agora, voivodia da Lubúsquia)
- A parte oriental de Krajna, ou seja, Nakło nad Notecią e Sępólno Krajeńskie (voivodia da Cujávia-Pomerânia)
- A parte oriental de Pałuki, ou seja, Żnin, Szubin e Janowiec Wielkopolski (voivodia da Cujávia-Pomerânia)
- Mogilno (voivodia da Cujávia-Pomerânia)
- A área do condado de Wałcz, a terra de Człopia, a terra de Wałcz (voivodia da Pomerânia Ocidental).

A voivodia inclui, entre outros:
- Turek e Dobra (historicamente pertencentes à região de Sieradz)
- Kępno e Ostrzeszów (historicamente pertencentes à Terra de Wieluń)
- Kłodawa e Dąbie (historicamente na região de Łęczyca)
- Przedecz, Brdów, Babiak e Sompolno (historicamente na Cujávia)
- Okonek (Transpomerânia)
- As partes norte e nordeste da Baixa Silésia, ou seja, a parte oeste do condado de Kępno, as comunas: Rychtal, Perzów, Bralin e Sośnie, bem como a parte ocidental de Kobyla Góra.

### Geomorfologia
O relevo da voivodia da Grande Polônia, as condições geológicas e do solo foram moldadas por duas glaciações:
- Através da glaciação do Báltico nas partes norte e central, onde a área é de baixa altitude, existem numerosos lagos na Região dos Lagos da Pomerânia, Poznań e Gniezno,
- Pela glaciação da Polônia Central na parte sul, onde há relevo menos variado e sem lagos.

### Topografia
No sentido norte-sul, a voivodia se estende por 284 km, ou seja, 2°33′08″. No sentido leste-oeste, ela se estende por 228 km, o que na medida angular equivale a 3°19′44″.
Coordenadas geográficas dos pontos extremos:
- Norte: 53°39′21″ latitude N - condado de Złotów,
- sul: 51°06′13″ latitude N - condado de Kępiński,
- Oeste: 15°46′34″ longitude E - rio Varta, condado de Międzychód,
- Leste: 19°06′18″ longitude E - condado de Koło.

O ponto mais alto é o topo de Kobyla Góra - 284 m acima do nível do mar.

### Recursos hídricos

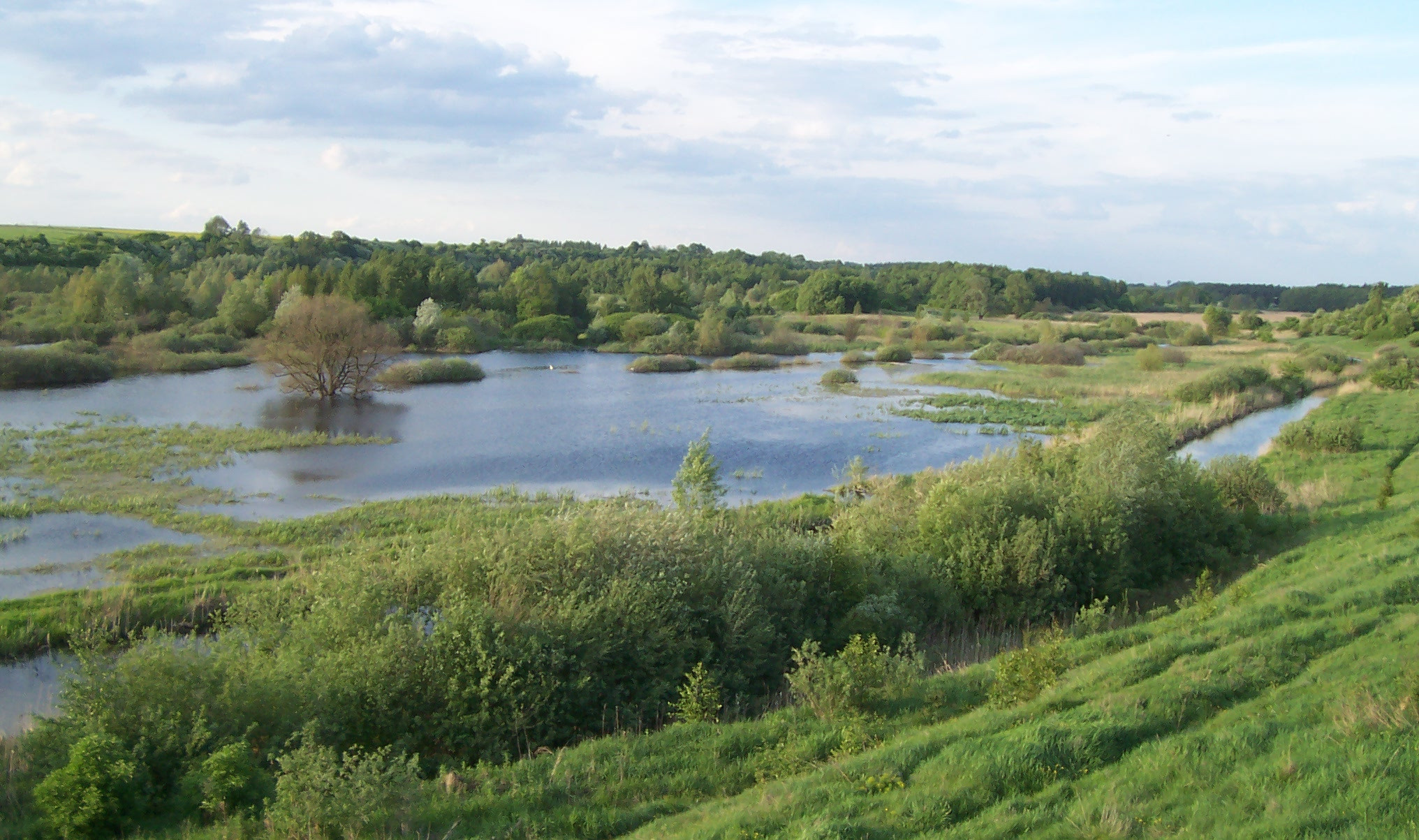
Região dos Lagos da Grande Polônia

A região da Grande Polônia está situada na bacia do rio Óder, sendo 88% de sua área drenada pelo sistema da bacia do rio Varta e os 12% restantes pelos sistemas de cursos de água dos rios Barycz, Krzycki Rów e Obrzyca. A qualidade das águas dos rios é principalmente ruim ou péssima, mas sua condição está melhorando gradualmente.
Existem aproximadamente 800 lagos nos distritos lacustres do norte e centro da região, incluindo 58% com área de até 10 hectares e 8% com área de mais de 100 hectares. O maior lago é o lago Powidzkie - 10,36 km², que faz parte da Região dos Lagos de Gniezno.

### Clima
A Grande Polônia é uma das regiões mais quentes e secas da Polônia. As massas de ar do mar polar predominam, o que torna os verões mais frios e os invernos mais amenos do que na parte oriental, mais continental do país. Ventos de oeste com velocidade de 2,5 a 3,5 m/s prevalecem.
A pressão atmosférica média anual na região é de cerca de 1005 hPa; a temperatura média anual é de cerca de 8,2 °C, em direção ao norte cai para cerca de 7,6 °C, e nos extremos sul e oeste atinge cerca de 8,5 °C. Os extremos de temperatura na Grande Polônia variam de +38 °C no verão a −30 °C no inverno. Temperaturas mais baixas ocorrem em habitats localizados em vales de rios, especialmente em prados e campos cultivados como resultado, entre outros, do aumento da evapotranspiração.
A parte do ano em que a vegetação pode florescer devido à umidade e calor suficientes é uma das mais longas na Polônia, seu início, caindo por volta de 28 de março, começa no oeste da Grande Polônia. Na planície do Sudoeste dura cerca de 228 dias, e na parte norte é de cerca de 216 dias.
A precipitação anual varia de 500 a 550 mm. Ela é caracterizada por irregularidades ao longo do ano e um claro déficit de chuvas no leste da Grande Polônia. Característica para o clima da Grande Polônia é a ocorrência frequente, mas irregular, de períodos sem chuva, que têm um impacto negativo no desenvolvimento das plantas. A duração média da cobertura de neve é de 51 a 57 dias.
A umidade relativa média do ar na Grande Polônia é de 78%; as maiores deficiências são, entre outras, em ambiente urbano.

### Recursos naturais

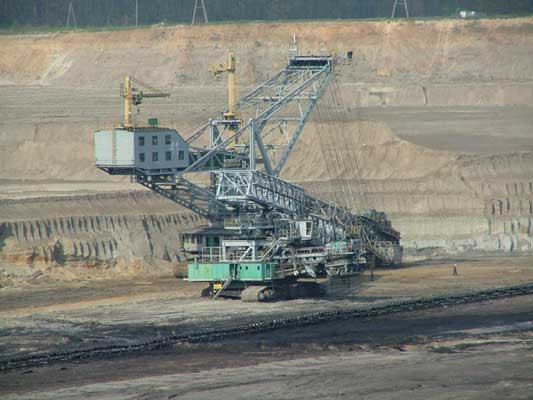
Mina de carvão "Konin"

Os depósitos de linhito são explorados na área de Konin, Turek e Koło (KWB "Konin" e KWB "Adamów"), são a base para a indústria de energia (o Complexo da Usina Elétrica Pątnów-Adamów-Konin alimentado com linhito produz mais de 10% da eletricidade doméstica). Existem também quantidades significativas de depósitos de turfa, estima-se que existam 886 mil hectares deles com uma espessura média de 1,5 m. Foram descobertos depósitos desta matéria-prima de importância terapêutica - lama em Błażejewo, Ławica e Mechnacz. Além disso, depósitos de linhito muito grandes foram descobertos perto de Kościan. No entanto, eles não são explorados atualmente e provavelmente devido à onerosa adaptação dessas áreas para a construção das minas e a necessidade de realocar milhares de pessoas, nunca serão.
O sal-gema é intensamente explorado na mina de sal de Kłodawa (cerca de 20% da produção nacional). Ricos depósitos de gesso são extraídos em Wapno.

### Solos
Solos pobres desenvolvidos sobre areias, com nível de lixiviação de cal clara e nível de esbranquiçamento marrom ferrugem no perfil, constituem 60% da área, e solos de clima temperado caracterizados pelo deslocamento de partículas argilosas no perfil pela água da chuva e solos geralmente férteis com um perfil tripartido - 20%, os restantes são principalmente solos de zonas úmidas (turfa, lama de rio).

### Florestas
De acordo com dados de 31 de dezembro de 2012 na voivodia da Grande Polônia, as florestas cobriam uma área de 766,2 mil hectares, que constituía 25,7% de sua área. 5,0 mil hectares de florestas estavam dentro dos parques nacionais.

## Demografia
De acordo com os dados de 30 de junho de 2024, a voivodia da Grande Polônia tinha 3 484 177 habitantes, o que representava 9,3% da população polonesa. A Grande Polônia é a terceira voivodia em termos de população na Polônia.
Dados em 30 de junho de 2024:
| Descrição                         | Total         | Total         | Mulheres      | Mulheres      | Homens        | Homens        |
| --------------------------------- | ------------- | ------------- | ------------- | ------------- | ------------- | ------------- |
| unidade                           | pessoas       | %             | pessoas       | %             | pessoas       | %             |
| população                         | 3 484 177     | 100           | 1 792 021     | 51            | 1 692 156     | 49            |
| área                              | 29 826,51 km² | 29 826,51 km² | 29 826,51 km² | 29 826,51 km² | 29 826,51 km² | 29 826,51 km² |
| densidade populacional (hab./km²) | 117           | 117           | 60            | 60            | 57            | 57            |

## Divisão administrativa
| Brasão | Cidade com direitos condado | População (30 de junho de 2024) | Área [km²] | Densidade populacional [hab./km²] | Despesas do orçamento de 2018 [milhões de PLN] | Receitas do orçamento de 2018 [milhões de PLN] | Dívida do governo local em relação à receita de 2018 [%] | Taxa média de desemprego (1 de janeiro de 2018) |
| ------ | --------------------------- | ------------------------------- | ---------- | --------------------------------- | ---------------------------------------------- | ---------------------------------------------- | -------------------------------------------------------- | ----------------------------------------------- |
|        | Kalisz                      | 92 533                          | 69,42      | 1333                              | 666,096                                        | 596,705                                        | 31,55%                                                   | 3,2%                                            |
|        | Konin                       | 66 606                          | 82,20      | 810                               | 561,101                                        | 537,521                                        | 23,52%                                                   | 8,0%                                            |
|        | Leszno                      | 59 840                          | 31,9       | 1876                              | 457,197                                        | 422,382                                        | 39,52%                                                   | 4,1%                                            |
|        | Poznań                      | 536 818                         | 261,85     | 2050                              | 3 775,364                                      | 3 598,878                                      | 29,90%                                                   | 1,5%                                            |

| Brasão | Condado            | Sede do condado       | População (30 de junho de 2024) | Área [km²] | Densidade populacional [hab./km²] | Urbanização [%] | Despesas do orçamento de 2018 [milhões de PLN] | Receitas do orçamento de 2018 [milhões de PLN] | Dívida do governo local em relação à receita de 2018 [%] | Taxa média de desemprego (1 de janeiro de 2018) |
| ------ | ------------------ | --------------------- | ------------------------------- | ---------- | --------------------------------- | --------------- | ---------------------------------------------- | ---------------------------------------------- | -------------------------------------------------------- | ----------------------------------------------- |
|        | Chodzież           | Chodzież              | 45 051                          | 680,58     | 66                                | 58,5            | 53,152                                         | 52,875                                         | 19,18%                                                   | 7,8%                                            |
|        | Czarnków-Trzcianka | Czarnków, Trzcianka   | 83 182                          | 1808,19    | 46                                | 46,4            | 105,089                                        | 92,874                                         | 13,11%                                                   | 5,2%                                            |
|        | Gniezno            | Gniezno               | 140 979                         | 1254,34    | 112                               | 63,9            | 196,345                                        | 148,821                                        | 14,81%                                                   | 6,4%                                            |
|        | Gostyń             | Gostyń                | 73 223                          | 810,34     | 90                                | 42              | 84,419                                         | 82,536                                         | 34,87%                                                   | 6,2%                                            |
|        | Grodzisk           | Grodzisk Wielkopolski | 51 489                          | 643,72     | 80                                | 38              | 48,111                                         | 42,581                                         | 32,00%                                                   | 4,5%                                            |
|        | Jarocin            | Jarocin               | 69 624                          | 587,7      | 118                               | 39,65           | 96,039                                         | 79,215                                         | 16,36%                                                   | 5,2%                                            |
|        | Kalisz             | Kalisz                | 82 052                          | 1160,02    | 71                                | 1,9             | 97,904                                         | 80,973                                         | 7,71%                                                    | 2,9%                                            |
|        | Kępno              | Kępno                 | 55 792                          | 600,39     | 93                                | 26,3            | 69,310                                         | 64,863                                         | 34,31%                                                   | 2,0%                                            |
|        | Koło               | Koło                  | 81 197                          | 1011,03    | 80                                | 37,9            | 97,379                                         | 88,055                                         | 6,84%                                                    | 6,6%                                            |
|        | Konin              | Konin                 | 128 650                         | 1578,71    | 81                                | 14,1            | 117,237                                        | 107,199                                        | 16,04%                                                   | 11,3%                                           |
|        | Kościan            | Kościan               | 77 031                          | 722,53     | 107                               | 46,5            | 99,392                                         | 92,692                                         | 26,98%                                                   | 3,8%                                            |
|        | Krotoszyn          | Krotoszyn             | 74 709                          | 714,23     | 105                               | 60,2            | 119,622                                        | 97,243                                         | 30,59%                                                   | 4,2%                                            |
|        | Leszno             | Leszno                | 60 254                          | 804,65     | 75                                | 9,3             | 87,996                                         | 78,797                                         | –                                                        | 3,4%                                            |
|        | Międzychód         | Międzychód            | 35 540                          | 736,66     | 48                                | 46,4            | 55,688                                         | 52,350                                         | 4,58%                                                    | 5,0%                                            |
|        | Nowy Tomyśl        | Nowy Tomyśl           | 75 150                          | 1011,67    | 74                                | 47,3            | 83,500                                         | 68,211                                         | 18,29%                                                   | 2,5%                                            |
|        | Oborniki           | Oborniki              | 58 730                          | 712,65     | 82                                | 50,8            | 58,669                                         | 53,948                                         | 25,34%                                                   | 4,0%                                            |
|        | Ostrów             | Ostrów Wielkopolski   | 158 154                         | 1160,65    | 136                               | 53              | 182,392                                        | 172,514                                        | 31,16%                                                   | 3,3%                                            |
|        | Ostrzeszów         | Ostrzeszów            | 54 494                          | 772,37     | 71                                | 33,1            | 67,259                                         | 66,464                                         | 4,73%                                                    | 4,9%                                            |
|        | Piła               | Piła                  | 130 059                         | 1267,1     | 103                               | 65,1            | 169,853                                        | 159,833                                        | 28,36%                                                   | 5,3%                                            |
|        | Pleszew            | Pleszew               | 61 082                          | 711,91     | 86                                | 28,2            | 83,535                                         | 82,435                                         | 47,98%                                                   | 3,9%                                            |
|        | Poznań             | Poznań                | 451 991                         | 1899,61    | 238                               | 40,1            | 424,510                                        | 376,260                                        | 5,64%                                                    | 1,8%                                            |
|        | Rawicz             | Rawicz                | 58 495                          | 553,23     | 106                               | 48,6            | 61,971                                         | 60,708                                         | 12,77%                                                   | 4,9%                                            |
|        | Słupca             | Słupca                | 57 108                          | 837,91     | 68                                | 28,9            | 84,891                                         | 70,017                                         | 23,49%                                                   | 8,8%                                            |
|        | Szamotuły          | Szamotuły             | 91 677                          | 1119,55    | 82                                | 48,4            | 95,029                                         | 84,444                                         | 18,10%                                                   | 4,0%                                            |
|        | Środa              | Środa Wielkopolska    | 60 049                          | 623,18     | 96                                | 35,3            | 86,575                                         | 76,119                                         | 36,29%                                                   | 6,7%                                            |
|        | Śrem               | Śrem                  | 61 018                          | 574,41     | 106                               | 57,6            | 172,586                                        | 67,142                                         | 16,15%                                                   | 2,6%                                            |
|        | Turek              | Turek                 | 80 795                          | 929,4      | 87                                | 40              | 104,696                                        | 97,394                                         | 5,13%                                                    | 4,7%                                            |
|        | Wągrowiec          | Wągrowiec             | 68 897                          | 1040,8     | 66                                | 47,2            | 111,466                                        | 87,362                                         | 16,73%                                                   | 6,9%                                            |
|        | Wolsztyn           | Wolsztyn              | 56 584                          | 680,03     | 83                                | 24,1            | 68,845                                         | 63,385                                         | 25,63%                                                   | 1,8%                                            |
|        | Września           | Września              | 78 261                          | 704,19     | 111                               | 52,4            | 131,235                                        | 102,311                                        | 6,59%                                                    | 4,1%                                            |
|        | Złotów             | Złotów                | 67 063                          | 1660,91    | 40                                | 49,9            | 70,234                                         | 71,534                                         | 26,74%                                                   | 8,6%                                            |

## Administração e política

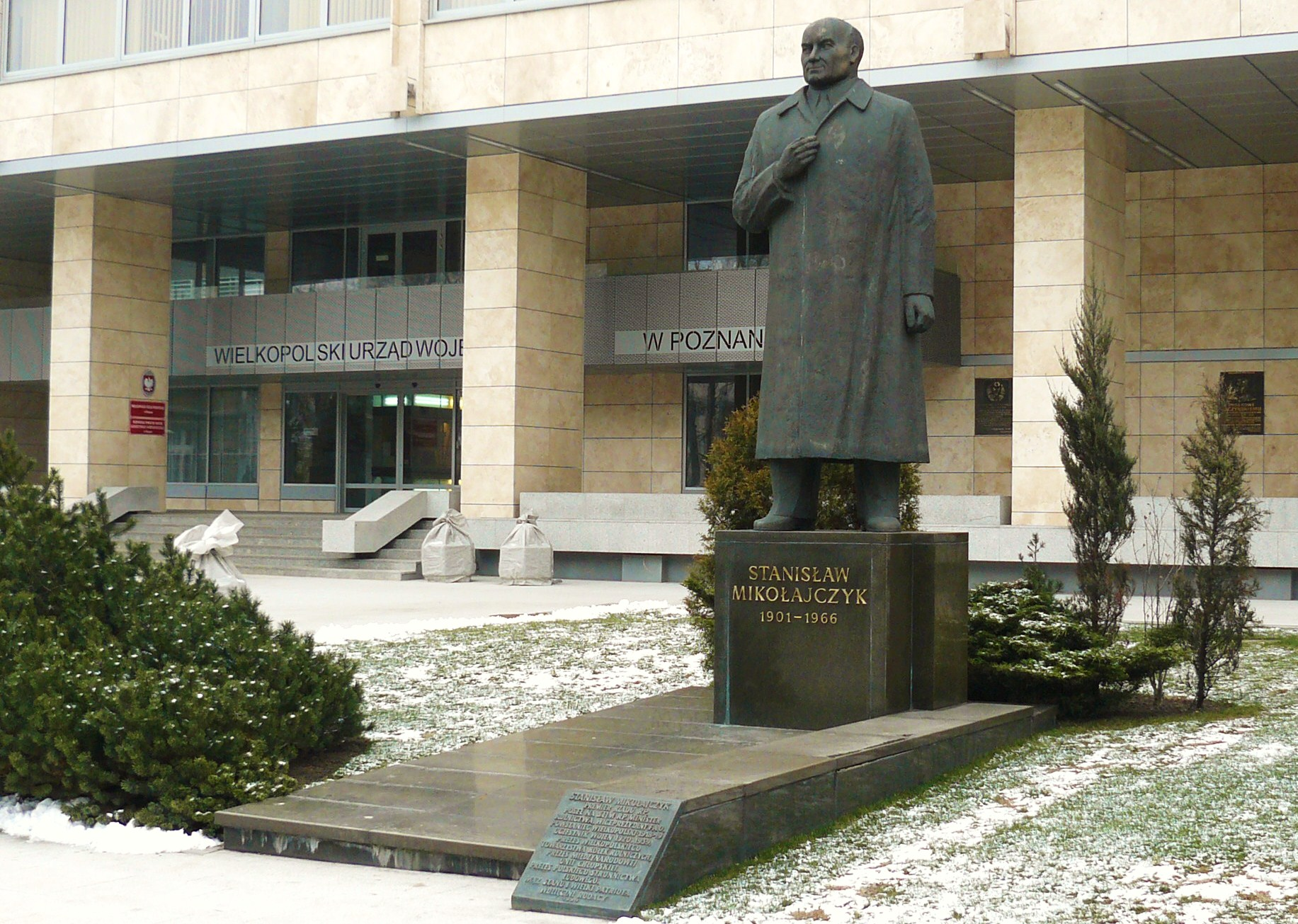
Entrada para o gabinete da voivodia da Grande Polônia em Poznań

### Autogoverno da voivodia
O órgão decisório do governo local é o Seymik da Voivodia da Grande Polônia, composto por 39 conselheiros. A sede do conselho da voivodia é Poznań. O Sejmik elege o órgão executivo do governo local, que é o conselho da voivodia, composto por 5 membros com seu presidente, o marechal.
Em 2012, o emprego médio da administração do governo autônomo da voivodia foi de 1 816 pessoas.
| Comissão Eleitoral                              | Número de vereadores |
| ----------------------------------------------- | -------------------- |
| KKW Plataforma de Coalizão Cívica Moderna       | 15 / 39              |
| KW Lei e Justiça                                | 13 / 39              |
| KW Partido Popular Polonês                      | 7 / 39               |
| KKW SLD Juntos                                  | 3 / 39               |
| KWW Funcionários independentes do governo local | 1 / 39               |

### Administração estatal
Em 2012, o emprego médio da administração estatal na voivodia foi de 11 488 pessoas.
O órgão de administração do governo é o voivoda da Grande Polônia, nomeado pelo primeiro-ministro da Polônia. A sede do voivoda é Poznań, onde se encontra o Gabinete da Grande Polônia em Poznań. Existem também 4 filiais dentro do gabinete: em Kalisz, Konin, Leszno e Piła.
O âmbito das atividades das delegações dos gabinetes da voivodia:
- Delegação em Kalisz nos seguintes condados: Jarociński, Kaliski, Kępiński, Krotoszyński, Ostrów, Ostrzeszów, Pleszewski e na cidade de Kalisz;
- Delegação em Konin nos seguintes condados: Koło, Konin, Słupca, Turek e na cidade de Konin;
- Delegação em Leszno nos seguintes condados: Gostyński, Grodziski, Kościan, Leszno, Rawicki, Wolsztyn e na cidade de Leszno;
- Delegação em Piła nos seguintes condados: Chodzieski, Czarnków-Trzcianecki, Piła, Wągrowiec e Złotów.

## Preservação da natureza
Situação em 2005:

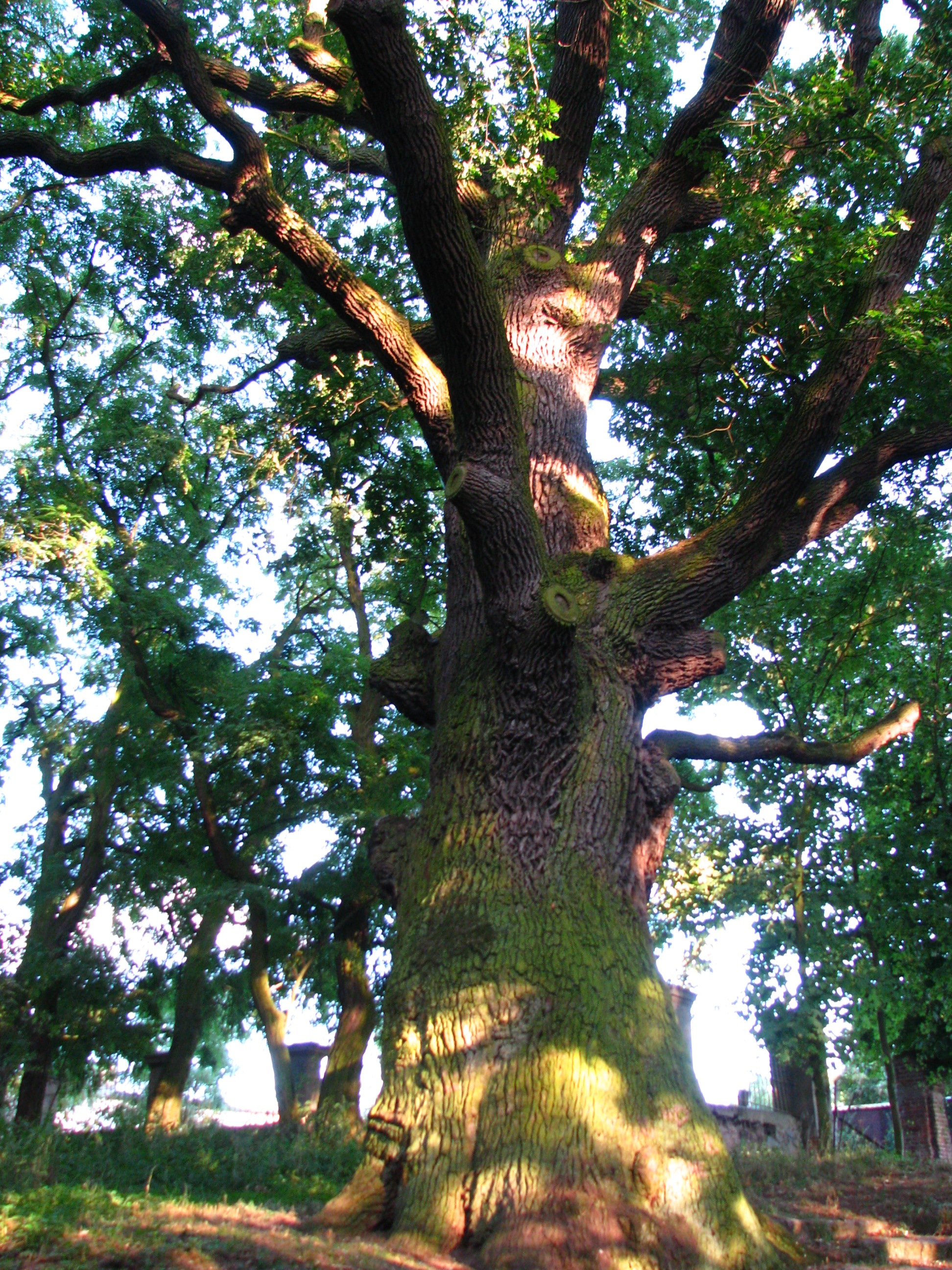
Monumento natural - Carvalho Sokół em Giewartów

- 1 parque nacional (Parque Nacional da Grande Polônia) e um fragmento do Parque Nacional Drawieński,
- 12 parques paisagísticos, incluindo 3 parques transfronteiriços com uma área total de 174 569,88 hectares, são eles: Park Lednicki, Sierakowski, Pszczewski, Przemęcki, Powidzki, Puszcza Zielonka, Rogaliński, Promno, Gen. Dezydery Chłapowski, Żerkowsko-Czeszewski, Nadwarciański, Vale Barycz,
- 96 reservas naturais com uma área total de 5 632 hectares,
- 32 áreas de paisagem protegida (906 289 hectares),
- 88 terrenos ecológicos,
- 48 áreas selecionadas para proteção na Rede Natura 2000,
- 3 601 monumentos da natureza.

Áreas legalmente protegidas: 932,6 mil ha. (9,0% da área legalmente protegida do país) incluindo áreas de paisagem protegida - 78,9%, parques paisagísticos - 18,5%, parques nacionais - 0,9%, reservas naturais - 0,6%.

## Economia

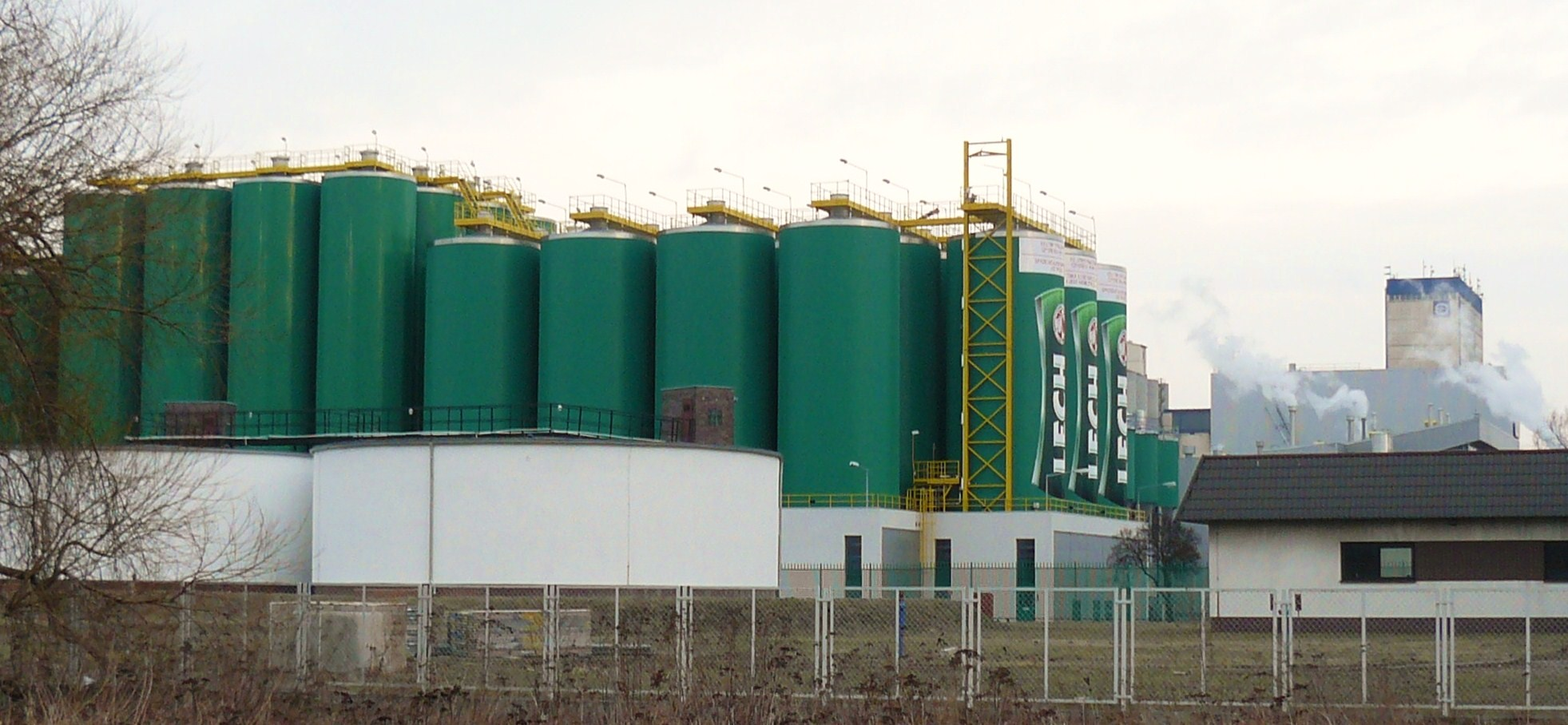
Cervejarias Lech da Grande Polônia

Em 2012, o produto interno bruto da voivodia da Grande Polônia totalizou 154,2 bilhões de PLN, o que representou 9,5% do PIB da Polônia. O produto interno bruto per capita foi de 44,6 mil PLN (106,3% da média nacional), o que colocou a Grande Polônia em terceiro lugar em relação a outras voivodias.
O salário médio mensal de um residente da voivodia no terceiro trimestre de 2011 ascendeu para 3 353,16 PLN, o que a colocou no 6.º lugar em relação a todas as voivodias.
No final de março de 2012, o número de desempregados registrados na voivodia ascendia a cerca de 148,6 mil habitantes, o que representa uma taxa de desemprego de 10,0% para os economicamente ativos.
Segundo os dados de 2013, 8,5% dos habitantes em domicílios da voivodia teve despesas abaixo da linha de extrema pobreza (ou seja, abaixo do mínimo de subsistência).
Em 2010, a venda da produção da indústria na voivodia totalizou 103,8 bilhões de PLN, o que constituiu 10,5% da produção da indústria polonesa. As vendas da produção de construção e montagem na Grande Polônia ascenderam a 15,2 milhões de PLN, o que representou 9,5% das vendas da Polónia.
Em 2013, o orçamento da voivodia fechou com receitas de 1 170 milhões de PLN e despesas de 1 385 milhões de PLN. A dívida do governo local no final de 2013 ascendia a PLN 441,0 milhões, o que representava 37,67% das receitas da voivodia.
| Atividade e local de trabalho                                         | Número de empregados [mil] | Porcentagem de empregados |
| --------------------------------------------------------------------- | -------------------------- | ------------------------- |
| Agricultura, silvicultura, caça e pesca                               | 212,8                      | 15,67%                    |
| Indústria                                                             | 332,8                      | 24,51%                    |
| Construção                                                            | 91,7                       | 6,75%                     |
| Comércio; reparação de veículos automóveis                            | 226,8                      | 16,70%                    |
| Gestão de transportes e armazéns                                      | 75,4                       | 5,55%                     |
| Hospedagem e gastronomia                                              | 21,1                       | 1,55%                     |
| Informação e comunicação                                              | 21,5                       | 1,58%                     |
| Atividades financeiras e de seguros                                   | 27,3                       | 2,01%                     |
| Serviços do mercado imobiliário                                       | 16,0                       | 1,18%                     |
| Atividade profissional, científica e técnica                          | 48,4                       | 3,57%                     |
| Atividades administrativas e de apoio                                 | 40,1                       | 2,95%                     |
| Administração pública e defesa nacional; segurança social obrigatória | 48,3                       | 3,56%                     |
| Educação                                                              | 101,7                      | 7,49%                     |
| Saúde e assistência social                                            | 63,5                       | 4,67%                     |
| Artes, entretenimento e recreação                                     | 11,0                       | 0,81%                     |
| Outras atividades de serviço                                          | 19,4                       | 1,43%                     |
| Total (Σ)                                                             | 1358,0                     | 100%                      |

## Transportes

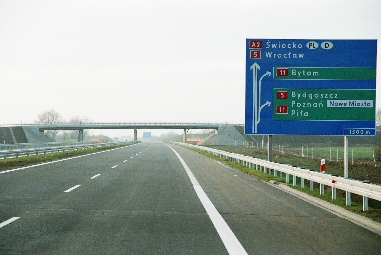
Autostrada A2 – trevo "Krzesiny" (Poznań-Nowe Miasto)

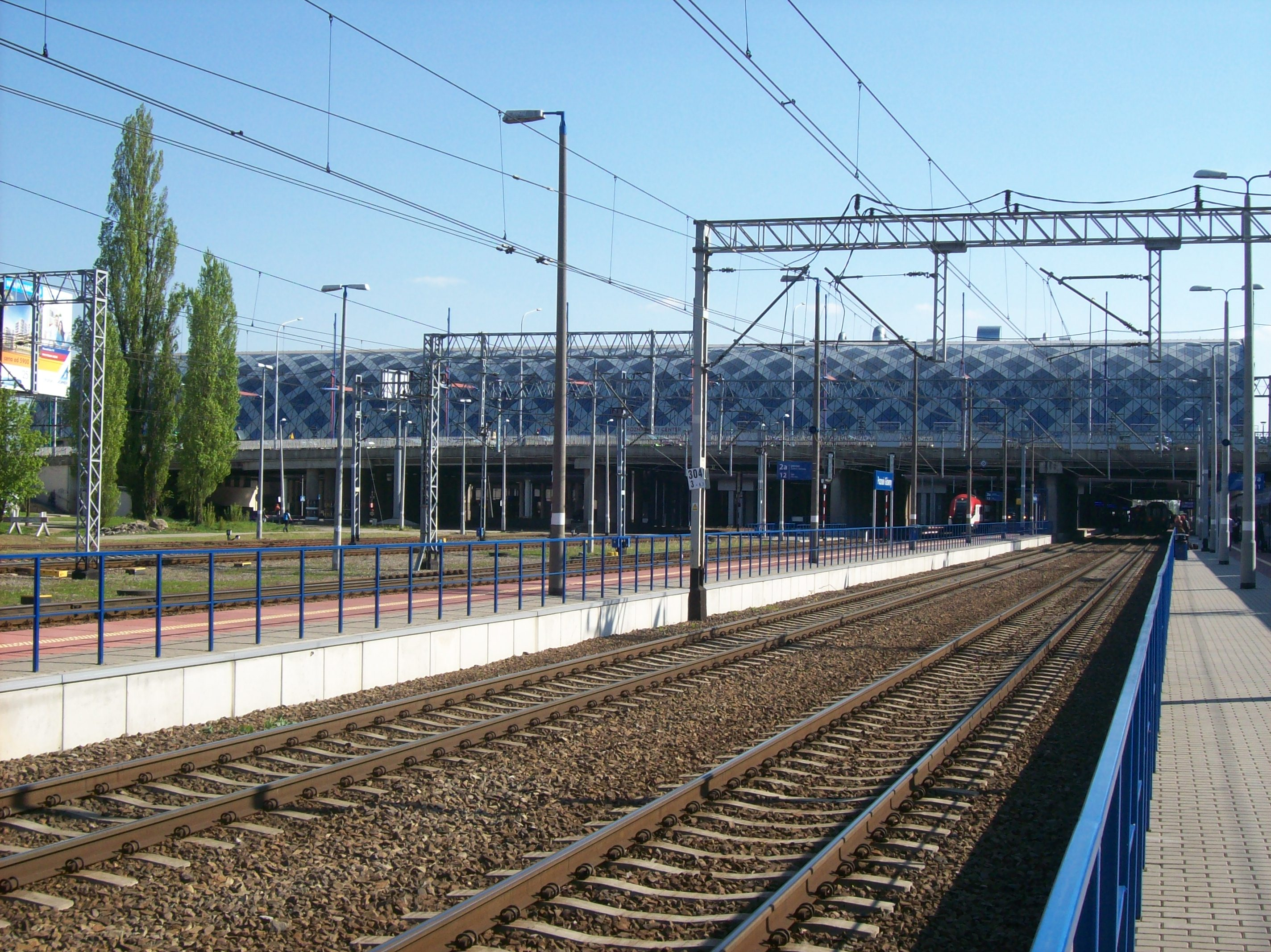
Estação ferroviária Poznań Główny do lado das plataformas

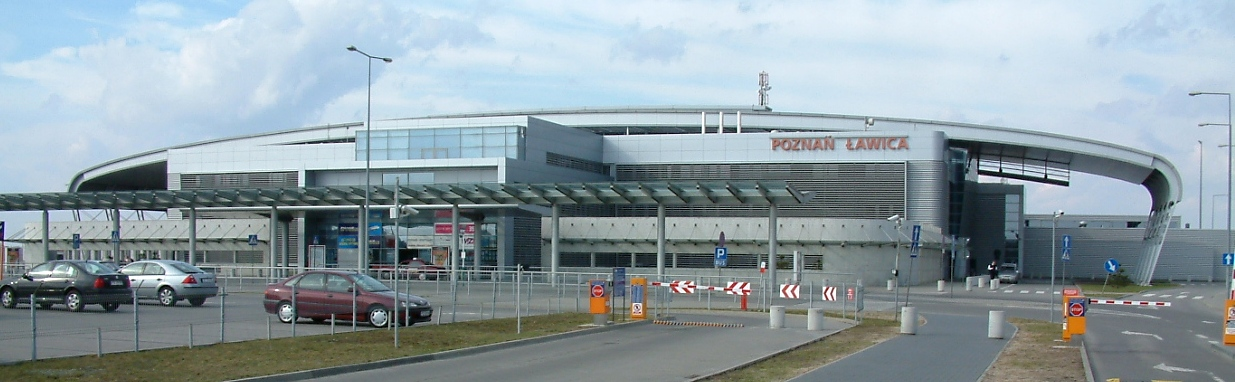
Aeroporto de Poznań-Ławica

Várias vias de comunicação se cruzam na Grande Polônia. A rota da Europa Ocidental para a Rússia passa por Poznań e Konin. Uma rota internacional vai para o sul de Gdansk através de Poznań e Leszno até Praga e mais ao sul da Europa. A autoestrada A2 foi construída aqui, e vai da fronteira ocidental através de Poznań e Varsóvia até Moscou.
Os principais cruzamentos ferroviários na voivodia são: Poznań, Piła, Ostrów Wielkopolski e Leszno. Os trens EuroCity circulam entre Varsóvia e Berlim, que fornecem comunicação rápida entre Poznań e Berlim. Esta rota foi a primeira na Polônia a ser adaptada ao sistema europeu de transporte rápido.
O aeroporto internacional Poznań-Ławica está localizado em Poznań.
O aeródromo pós-militar com uma longa pista de concreto está localizado em Piła. Em Michałków, cerca de 5 km ao norte de Ostrów Wielkopolski, há um aeroporto esportivo do Aeroklub Ostrowski. O aeroporto tem uma pista curta e endurecida e uma pista de pouso gramada, de modo que apenas aviões pequenos podem pousar lá. Pequenos aviões também podem pousar no aeroporto de planadores em Leszno.

### Transporte rodoviário
| Estrada                           | Trecho | Comprimento atual na voivodia | Observações |
| --------------------------------- | --- | ----------------------------- | --- |
| Autoestrada A2 (Polônia) · E30    | fronteira do país com a Alemanha – Świecko – Poznań – Łódź – Varsóvia (trevo „Konotopa”) – ... – Varsóvia (trevo „Lubelska”) – Biała Podlaska – Kukuryki – fronteira do país com a Bielorrússia                                                                     | 210 km                        | Trecho existente: Trzciel – Dąbie |
| Via expressa S5 (Polônia) · E261  | (Ostróda) – Grudziądz – Bydgoszcz – Poznań – Leszno – autoestrada A8 (Breslávia) | 158 km                        | Em operação: - trecho Poznań Leste – Mieleszyn (fronteira da voivodia) - trecho Poznań Oeste – fronteira da voivodia                                                           |
| Via expressa S8 (Polônia) · E67   | Breslávia (Psie Pole) – Kępno – Sieradz – autoestrada A1 (Łódź) – ... – A1 (Piotrków Trybunalski) – Rawa Mazowiecka – Varsóvia – Ostrów Mazowiecka – Zambrów – Choroszcz via expressa S19                                                                           | cerca de 24 km                | Trecho existente: Syców – Kępno |
| Via expressa S10 (Polônia)        | (Szczecin) – Piła– Bydgoszcz – Toruń – via expressa S7 (Płońsk) | 7,8 km                        | Em operação: desvio em Wyrzysk |
| Via expressa S11 (Polônia)        | Koszalin – Piła – Poznań – Ostrów Wielkopolski – Tarnowskie Góry – autoestrada A1 | 76 km                         | Em operação: - desvio ocidental de Poznań, - trecho Poznań Krzesiny (autoestrada A2) – Kórnik, - desvio Jarocina, - anel viário de Ostrów Wielkopolski, - anel viário de Kępno |
| Estrada nacional n.º 10           | fronteira do país com a Alemanha – Lubieszyn – Szczecin – Stargard – Wałcz – Piła – Pawłówek – Białe Błota – Wypaleniska – Przyłubie – Toruń – Lipno – Sierpc – Drobin – Płońsk                                                                                     | 54 km                         | |
| Estrada nacional n.º 11           | Kołobrzeg – Koszalin – Piła – Poznań – Pleszew – Ostrów Wielkopolski – Kępno – Bytom | 368 km                        | |
| Estrada nacional n.º 12 (Polônia) | fronteira do país com a Alemanha – Łęknica – estrada nacional n.º 3 (entroncamento "Głogów Oeste") – Głogów – Leszno – Pleszew – Kalisz – Sieradz – Piotrków Trybunalski – Sulejów – Radom – Zwoleń – Puławy – Lublin – Dorohusk – fronteira do país com a Alemanha | 155 km                        | Antiga estrada nacional n.º 2 |
| Estrada nacional n.º 15 (Polônia) | Trzebnica – Krotoszyn – Jarocin – Września – Gniezno – Strzelno – Inowrocław – Toruń – Ostróda | 187 km                        | |
| Estrada nacional n.º 22 (Polônia) | fronteira do país com a Alemanha – Kostrzyn nad Odrą – Gorzów Wielkopolski – Wałcz – Człuchów – Starogard Gdański – Malbork – Elbląg – Grzechotki – fronteira do país com a Rússia                                                                                  | 36,6 km                       | |
| Estrada nacional n.º 24 (Polônia) | Pniewy – Gorzyń – Skwierzyna – Wałdowice | 30 km                         | |
| Estrada nacional n.º 25 (Polônia) | Bobolice – Bydgoszcz – Inowrocław – Strzelno – Konin – Kalisz – Ostrów Wielkopolski – Oleśnica | 149 km                        | |
| Estrada nacional n.º 32 (Polônia) | fronteira do país com a Alemanha – Gubinek – Zielona Góra – Sulechów – Wolsztyn – Grodzisk Wielkopolski – Stęszew | 65,3 km                       | |
| Estrada nacional n.º 36 (Polônia) | Prochowice – Lubin – Rawicz – Krotoszyn – Ostrów Wielkopolski | 78,6 km                       | |
| Estrada nacional n.º 39 (Polônia) | Łagiewniki – Strzelin – Brzeg – Namysłów – Kępno | 24,1 km                       | |
| Estrada nacional n.º 72 (Polônia) | Konin – Turek – Łódź – Rawa Mazowiecka | 48,6 km                       | |
| Estrada nacional n.º 83 (Polônia) | Turek – Sieradz | 25,6 km                       | |
| Estrada nacional n.º 92 (Polônia) | Rzepin – Świebodzin – Trzciel – Pniewy – Poznań – Września – Słupca – Konin– Koło – Kutno – Łowicz – Varsóvia – ... – Mińsk Mazowiecki | 244,5 km                      | |

... – sem continuidade na estrada

#### Material circulante ferroviário
A voivodia da Grande Polônia possui 73 veículos ferroviários, incluindo 44 unidades múltiplas elétricas, 27 unidades múltiplas a diesel e ônibus ferroviários, adquiridos pelo Gabinete do Marechal e pela transportadora do governo local Koleje Wielkopolskie. As transportadoras que operam o material circulante pertencente à voivodia da Grande Polônia são Koleje Wielkopolskie e Polregio, que operam três SA108 pertencentes à Prefeitura.
Em 21 de outubro de 2021, Koleje Wielkopolskie decidiu comprar mais dois 36WEhd sob o direito de opção. Sua entrega deve ocorrer no outono de 2023.
| Série   | Tipo          | Número                                   | Quantidade | Fabricante  | Propriedade          | Utilizador           | Fonte                       |
| ------- | ------------- | ---------------------------------------- | ---------- | ----------- | -------------------- | -------------------- | --------------------------- |
| EN57AKW | Pafawag 5B/6B | 1025, 1031, 1062, 1412, 1413, 1434, 1502 | 7          | Pafawag     | UM                   | Koleje Wielkopolskie |                             |
| EN57AL  | Pafawag 5B/6B | 1027, 1061, 1141, 1804, 1805             | 5          | Pafawag     | UM                   | Koleje Wielkopolskie | [ 28 ]                      |
| EN76    | 22WEa         | 026 ÷ 047                                | 22         | Pesa        | UM                   | Koleje Wielkopolskie | [ 28 ]                      |
| 48WE    | 48WE          | 001 ÷ 010                                | 10         | Pesa        | Koleje Wielkopolskie | Koleje Wielkopolskie |                             |
| 48WEb   | 48WEb         | 019 ÷ 023                                | 5          | Pesa        | Koleje Wielkopolskie | Koleje Wielkopolskie | [ 29 ] [ 30 ] [ 31 ]        |
| SA105   | 213M          | 001 ÷ 002                                | 2          | ZNTK Poznań | UM                   | Koleje Wielkopolskie | [ 32 ]                      |
| SA108   | 215M          | 001 ÷ 003, 010                           | 4          | ZNTK Poznań | UM                   | Koleje Wielkopolskie | [ 28 ]                      |
| SA108   | 215M          | 004 ÷ 005, 007                           | 3          | ZNTK Poznań | UM                   | Polregio             |                             |
| SA132   | 218Ma         | 001, 003 ÷ 004, 008 ÷ 011, 013 ÷ 015     | 10         | Pesa        | UM                   | Koleje Wielkopolskie | [ 28 ] [ 33 ] [ 34 ]        |
| SA134   | 218Md         | 008, 010                                 | 2          | Pesa        | UM                   | Koleje Wielkopolskie | [ 28 ]                      |
| SA139   | 223M          | 007 ÷ 009                                | 3          | Pesa        | UM                   | Koleje Wielkopolskie | [ 35 ] [ 34 ] [ 36 ] [ 37 ] |
| 36WEhd  | 36WEhd        | 003 ÷ 006                                | 4 z 6      | Newag       | Koleje Wielkopolskie | Koleje Wielkopolskie | [ 38 ] [ 39 ] [ 27 ]        |

### Transporte aéreo
- Aeroporto de Poznań-Ławica[40]

## Ciência e educação

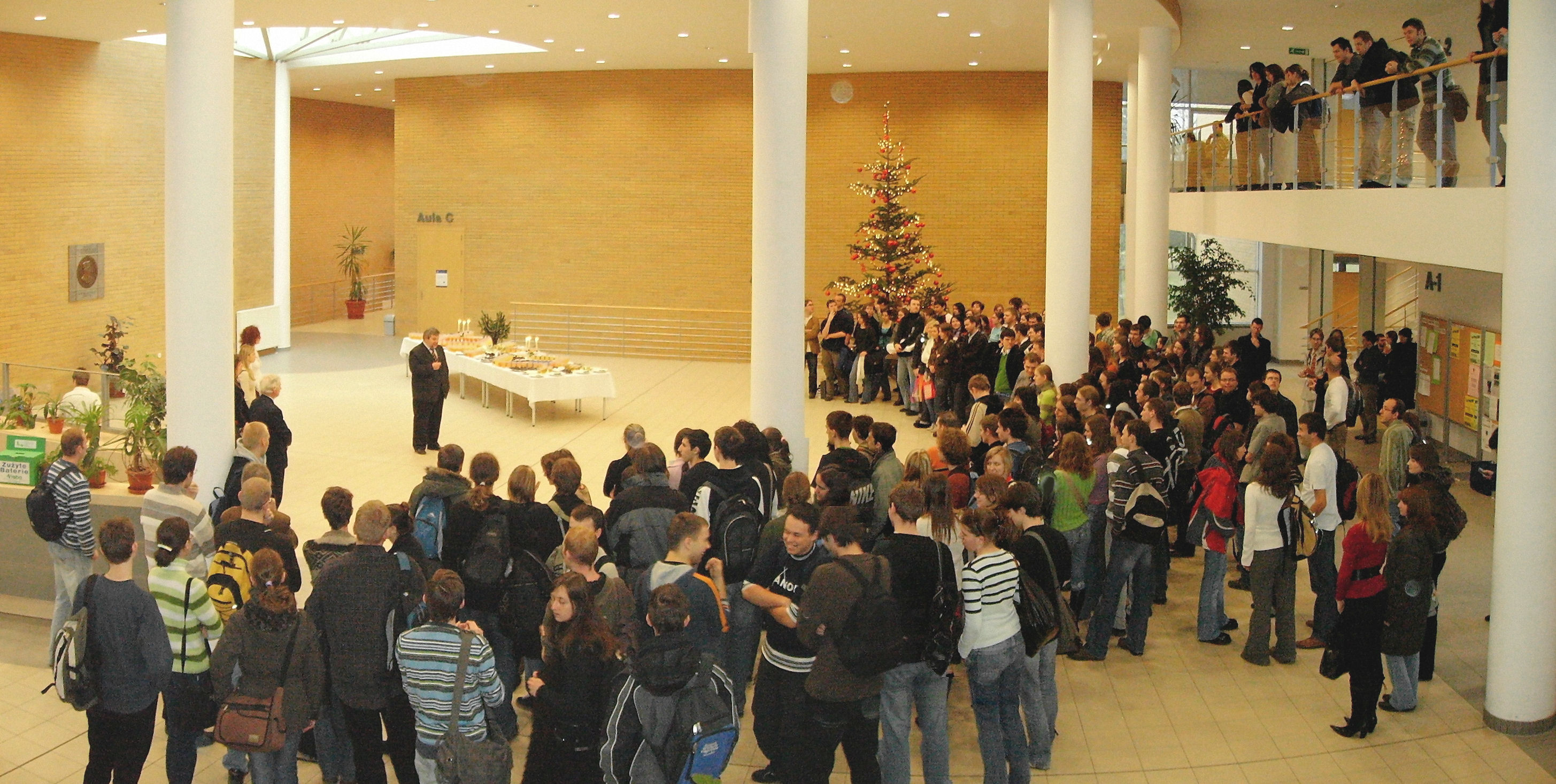
Estudantes na Universidade Adam Mickiewicz em Poznań – UAM

Em 2012, havia 39 universidades na voivodia da Grande Polônia, com 159,4 mil estudantes. A maior universidade é a Universidade Adam Mickiewicz em Poznań, onde, de acordo com os dados de 31 de dezembro de 2020, 37 116 pessoas estudaram.

## Segurança Pública
Existe um centro de atendimento de emergência em Poznań, que lida com notificações de emergência para os números de emergência 112, 997, 998 e 999.

## Religião
As seguintes denominações atuam na voivodia: Igreja Católica, Igreja Católica grega na Polônia, Igreja Católica Polonesa na República da Polônia, Igreja Ortodoxa Autocéfala Polonesa, Igreja Evangélica de Augsburgo na Polônia, Igreja dos Cristãos Batista na Polônia, Igreja dos Cristãos Evangélicos na Polônia, Igreja de Cristo na Polônia, Igreja Pentecostal na Polônia, Comunidade Pentecostal Cristã, Igreja de Deus em Cristo, Igreja Adventista do Sétimo Dia, Testemunhas de Jeová, Movimento Missionário Secular "Epifania", Associação de Estudantes Livres da Bíblia, Associação Budista da Linhagem Karma Kagyu, Capital do Divino e do Cordeiro e Unitaristas.